# Мясокомбинат
Мясокомбинат — комбинированное промышленное предприятие по переработке скота, кроликов и птицы для производства мяса, пищевых, кормовых (например, мясо-костная мука) изделий, медицинских препаратов (например, гематоген) и т. д.
На мясокомбинатах происходит максимальное комплексное использование сырья. Переработка его происходит на поточных линиях с применением автоматизации.
Как правило, в состав мясокомбината входят следующие цеха:
- предубойного содержания скота,
- цех убоя,
- первичной переработки,
- колбасный,
- полуфабрикатов,
- обработки шкур,
- холодильник,
- обвалочный цех.

Также мясокомбинат может иметь цеха клеевые, желатиновые, медицинских препаратов, производства изделий из рогов и костей.